# 一式十釐米自走砲
一式十釐米自走炮是日本陸軍於二戰期間開發的自走炮。並在一式砲戰車的基礎上開發。

## 簡介
一式十釐米自走炮由九七式中戰車改裝而成。底盤、車體、引擎和懸吊系統與九七式相同，主炮為九一式105mm榴彈炮，最高可升高至45度角:43。於1942年製造，並於隔年大量生產，至日本投降時共生產54輛。